# Uccisione di Graziella Fanti
Graziella Fanti (Le Piastre, 21 dicembre 1927 – Le Piastre, 21 settembre 1944) fu una giovane trucidata dai nazisti in ritirata sulla Linea Gotica di Pistoia. La sua storia è stata riscoperta e ricordata dopo oltre un cinquantennio.

## Biografia
La madre di Graziella, Bruna Fanti, lavorava come domestica. Non era sposata ma all'età di venti anni rimase incinta e nacque Graziella. Madre e figlia abitavano inizialmente a Piastre, presso la località il "Brocco", con il compagno di Bruna, Guido Begliomini, un uomo separato dalla moglie di simpatie antifasciste. Si rifugiarono poi in una capanna di legno e paglia vicino al fosso dei Gambioni per nascondersi dai tedeschi.
A causa della mentalità dell'epoca, per il fatto che fosse figlia illegittima e vivesse in una situazione familiare atipica, Graziella era socialmente emarginata da buona parte dei concittadini e dei compagni di classe.

## Morte
Dopo la liberazione di Pistoia il 9 settembre 1944, alcune pattuglie tedesche si aggiravano ancora sulla Linea Gotica. Il 21 settembre, Graziella, che aveva diciassette anni, si trovava presso il paese delle Forri per lavare i panni nel fosso dei Gambioni. Fu avvistata da alcuni soldati tedeschi, insospettiti dai panni maschili che stava lavando, e dopo averla circondata e strappati i vestiti cercarono di stuprarla. La ragazza riuscì a opporsi e a scappare, chiamando in soccorso la madre, ma venne uccisa da una raffica di mitra. Un'amica di Graziella, Miranada Pisaneschi, si trovava poco lontano con altri due compagni quando udì le grida della ragazza e gli spari che ne seguirono. La sua testimonianza racconta anche che i soldati, allontanandosi, imitavano beffardi le urla della giovane.

Il corpo di Graziella rimase sulla riva del ruscello per dieci giorni, per paura di rappresaglie, finché un uomo di nome Lido lo portò via. La madre fece mettere una lapide bianca sulla sua tomba con un'incisione: "Uccisa dalla barbarie Nazista in questi luoghi". Non venne celebrata nessuna messa.

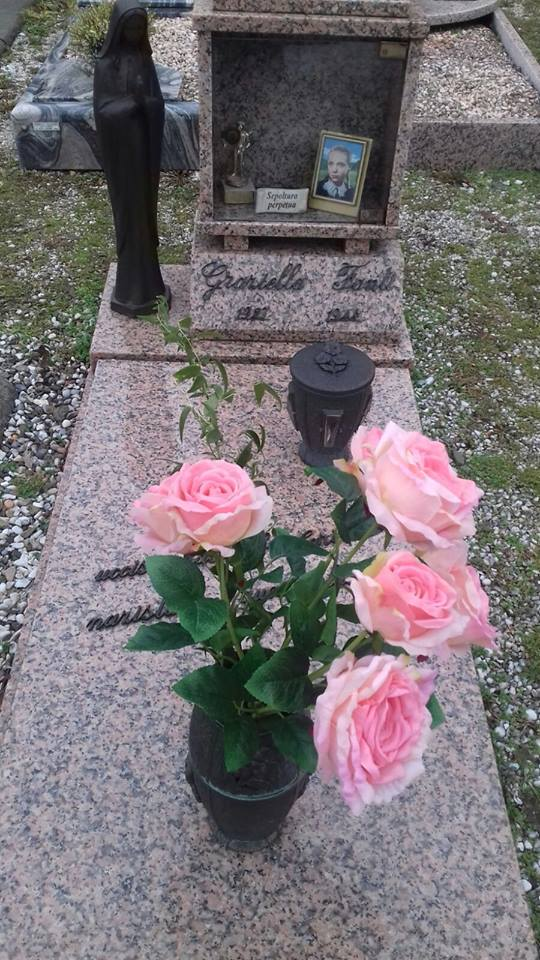
Lapide sulla tomba di Graziella Fanti

## Memoria
A parte un anonimo cippo a forma di croce posato sul luogo dell'assassinio, la vergogna e l'imbarazzo popolare che la storia familiare e le circostanze della morte di Graziella portavano, impedirono che fosse adeguatamente celebrato il ricordo dell'assassinio. Pur saltuariamente ricordata, solo quarantasei anni dopo la sua uccisione, il Comune di Pistoia propose il progetto "Memoria storica" e l'8 aprile 1990, Bruna Fanti, ormai ottantenne, e le persone del posto, inaugurarono un monumento nel giardino pubblico delle Piastre in onore della giovane vittima. La lapide bianca sulla sua tomba venne sostituita con una di granito rosa.
Il 21 settembre 2004, celebrando il sessantennale della scomparsa attraverso l'iniziativa "Il prezzo della Resistenza: omaggio a Graziella Fanti, vittima del nazismo" venne celebrata una messa per Graziella. In quell'occasione le venne intitolata la piazza del paese. Era presente anche il vescovo Simone Scatizzi per testimonianza del superamento del silenzio della chiesa sulla morte di Graziella. Il giornalista e compagno di scuola di Graziella, Luciano Corsini, principale artefice della riscoperta della storia, presentò alla diocesi di Pistoia la proposta di beatificare la giovane vittima. Dalla riscoperta della memoria dell'accaduto, ci sono state altre testimonianze di ricordo della ragazza sia da parte delle istituzioni sia dai mezzi di informazione, sulla stampa e presso la popolazione anche alla ricerca di una pur tardiva riabilitazione da tale silenzio.

## Il grano Graziella
Durante un convegno di agricoltura biodinamica a Treviso nel 1974, uno sconosciuto archeologo consegnò dei chicchi di grano. L'uomo disse di averli trovati in una tomba egizia e li cedette a condizione che il grano prodotto da quei chicchi fosse chiamato come sua figlia Graziella, uccisa dai nazisti. I chicchi vennero riprodotti e tale varietà di grano fu dunque denominata Graziella Ra, come promesso al padre e in onore del dio del Sole egiziano.
Solo con la pubblicazione della storia sul Corriere della sera Il 18 settembre 2004 in un articolo di Aldo Cazzullo,  fu possibile ricollegare la storia della giovane con la consegna del grano egizio.